# Harry Dam
Harry Dam is een Nederlands beeldhouwer. Hij maakt driedimensionaal werk uit staal door dit te lassen en smeden.
Nadat hij de lts had voltooid, werkte hij zeven jaar in Duitsland bij een smid als constructiebankwerker. Vervolgens ging hij in Nederland werken. In zijn vrije tijd tekende hij gefantaseerde figuren.
Toen zijn kinderen een jaar of tien waren, begon hij de meerderheid van zijn tijd te besteden aan de kunst. Nadat een galerie belangstelling toonde voor Dams eerste werken, werd er een atelier gebouwd.
Op kunstgebied kreeg Dam les van de inmiddels overleden fijnschilder Jo Manders uit Mierlo. Inmiddels tekent Dam niet meer, maar last en smeedt hij. Hij woont nu in de Haute-Saône in Frankrijk, waar hij zijn atelier heeft en zijn vrouw een bed & breakfast runt.